# Pestalotiopsis microspora
Pestalotiopsis microspora is een soort endofytische schimmel die polyurethaan kan afbreken en verteren. Oorspronkelijk geïdentificeerd in 1880 in gevallen bladeren van klimop in Buenos Aires (Argentinië)veroorzaakt het ook bladvlekken in Hypericum 'Hidcote'-heesters in Japan. 

## Kenmerken
Kolonies op PDA groeien oppervlakkig en zijn in jonge stadia rond, fijn donzig en zuiver wit. Later zijn de kolonies ringvormig, wit tot geelwit en hun oppervlak is zijdeachtig tot fluwelig. De onderkant van de kolonies is geelwit tot geel. Na twee maanden beginnen de kolonies te sporuleren. De hiervoor gevormde conidiomata zijn 120 tot 410 µm groot, bolvormig, zwart en half verzonken in het substraat. De conidiogene cellen zijn spoelvormig, kleurloos hyaliene, kort en dunwandig. De conidia zijn 21-28 × 5,7-7,9 µm groot en bestaan uit vijf cellen, waarbij de drie middelste cellen lichtbruin tot bruin van kleur zijn en de twee eindcellen kleurloos zijn. Op de eindcellen, die van bovenaf gezien driehoekig lijken, bevinden zich twee tot drie apicale aanhangsels die 10-22,5 µm lang zijn

## Taxonomie
De schimmel werd in 1880 beschreven als Pestalotia microspora aan de hand van materiaal uit Buenos Aires door mycoloog Carlo Luigi Spegazzini. In 1995 werd het in het geslacht Pestalotiopsis geplaatst.